# Mário (football)
Pour les articles homonymes, voir Mario.
Mário, de son vrai nom Mário Hipólito, né le 1er juin 1985, est un footballeur angolais. Il joue au poste de gardien de but avec l'équipe d'Angola et Grupo Desportivo Interclube de Angola. 

## Carrière

### En club
- 2001- : Inter Luanda -  Angola

### En équipe nationale
Il a joué avec l'équipe d'Angola des moins de 20 ans.
Mário  participe à la coupe du monde 2006 avec l'équipe d'Angola. C'est le troisième choix du sélectionneur au poste de gardien de but.